# Murovdag
La Murovdag (també escrit com a Murovdagh, àzeri: Murovdağ) o Mrav (armeni: Մռավի լեռնաշղթա: Mravi Lernash'ghta) és la serralada més alta del Caucas Menor. De iure, la serra és part de l'Azerbaidjan, encara que de facto és part de la República d'Artsakh (o de Nagorno-Karabakh). La serralada té aproximadament 70 quilòmetres de llarg i la muntanya Gamish és el seu cim més alt amb 3,724 metres. És constituïda principalment per roques del Juràssic, Cretaci i Paleogen.
La serra Murovdag s'estén cap al nord des del pics Hinaldag al Gamish. Al pendent nord-oriental és troben un grup de llacs turístics, incloent-hi el Göygöl en direcció cap al parc natural i la ciutat àzeri del mateix nom. La plana del Karabakh s'estén al sud de Murovdağ. El limit sud-est dels boscos d'avets i pícees arriba fins al Murovdag. Les pastures de muntanya de la serra del Murovdag eren tradicionalment utilitzades pels pastors armenis i azeris a l'estiu.
La serra segueix la part del nord de la línia de contacte (frontera de facto) entre Nagorno-Khabarak i l'Azerbaidjan. Els seus pendents sud donen cap a la regió de Martakert i la vall alta per on passa la carretera M-11 que lliga Armènia amb la part central de Nagorno-Karabakh i fou un dels llocs estratègics atacs per l'exercit àzeri en el conflicte militar el 1992. El 1993 va ser escena d'una de les batalles que va portar a la victòria definitiva armènia sobre els àzeris.

## Galeria

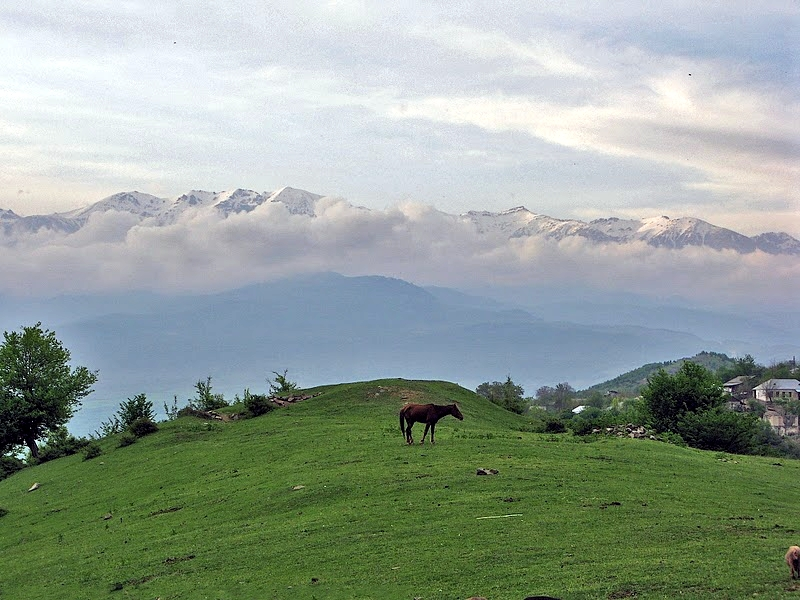
Vistes des
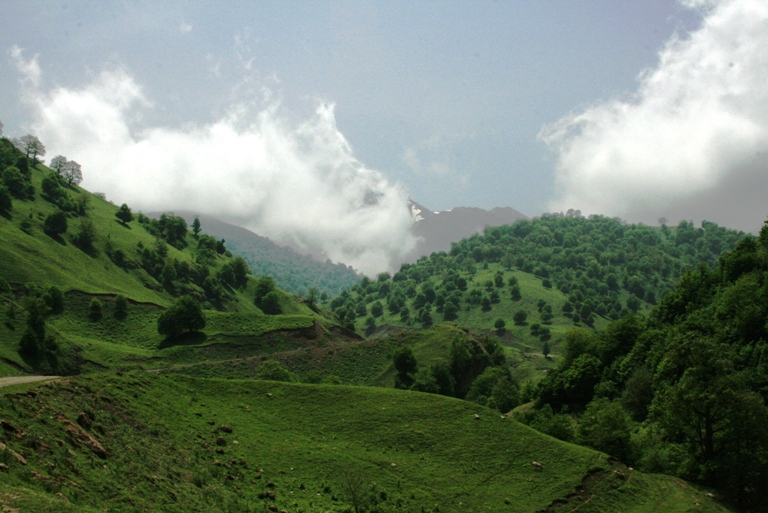
de Vaghuhas
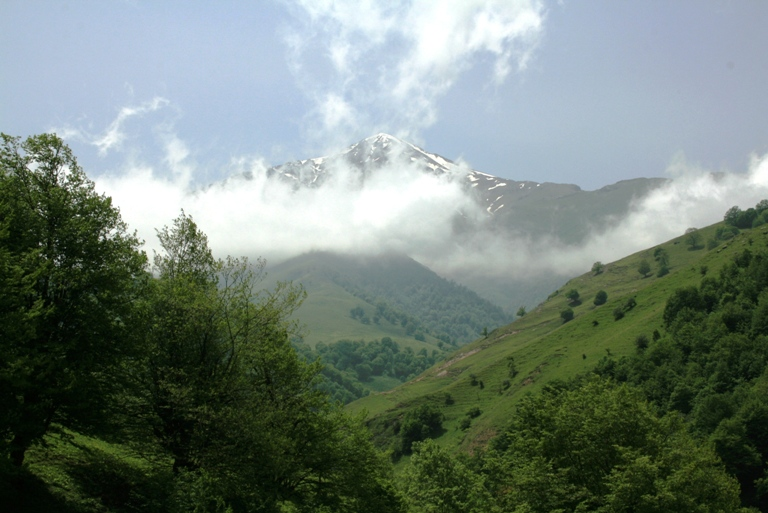
a la República d'Artsakh
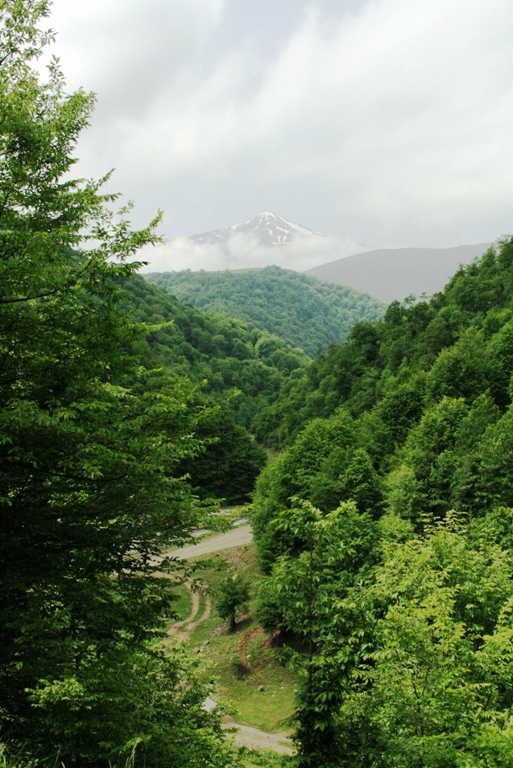